# Tampa

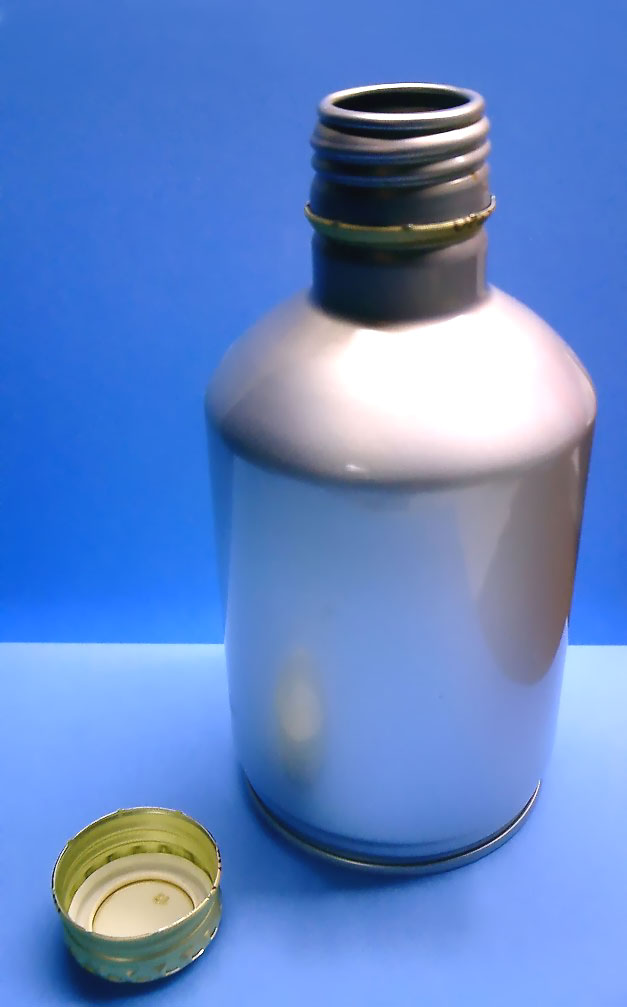
Uma garrafa de alumínio com um fecho de parafuso de alumínio rosqueado

Uma tampa é um objeto usado para fechar ou selar um recipiente, como uma garrafa, jarro, frasco, tubo ou lata.
Outros tipos de recipientes, como caixas e tambores, também podem ter tampas, mas não são discutidos neste artigo. Muitos recipientes e embalagens requerem um meio de fechamento, que pode ser um dispositivo ou selo separado ou, às vezes, um lacre ou trava integral.

## Exemplos

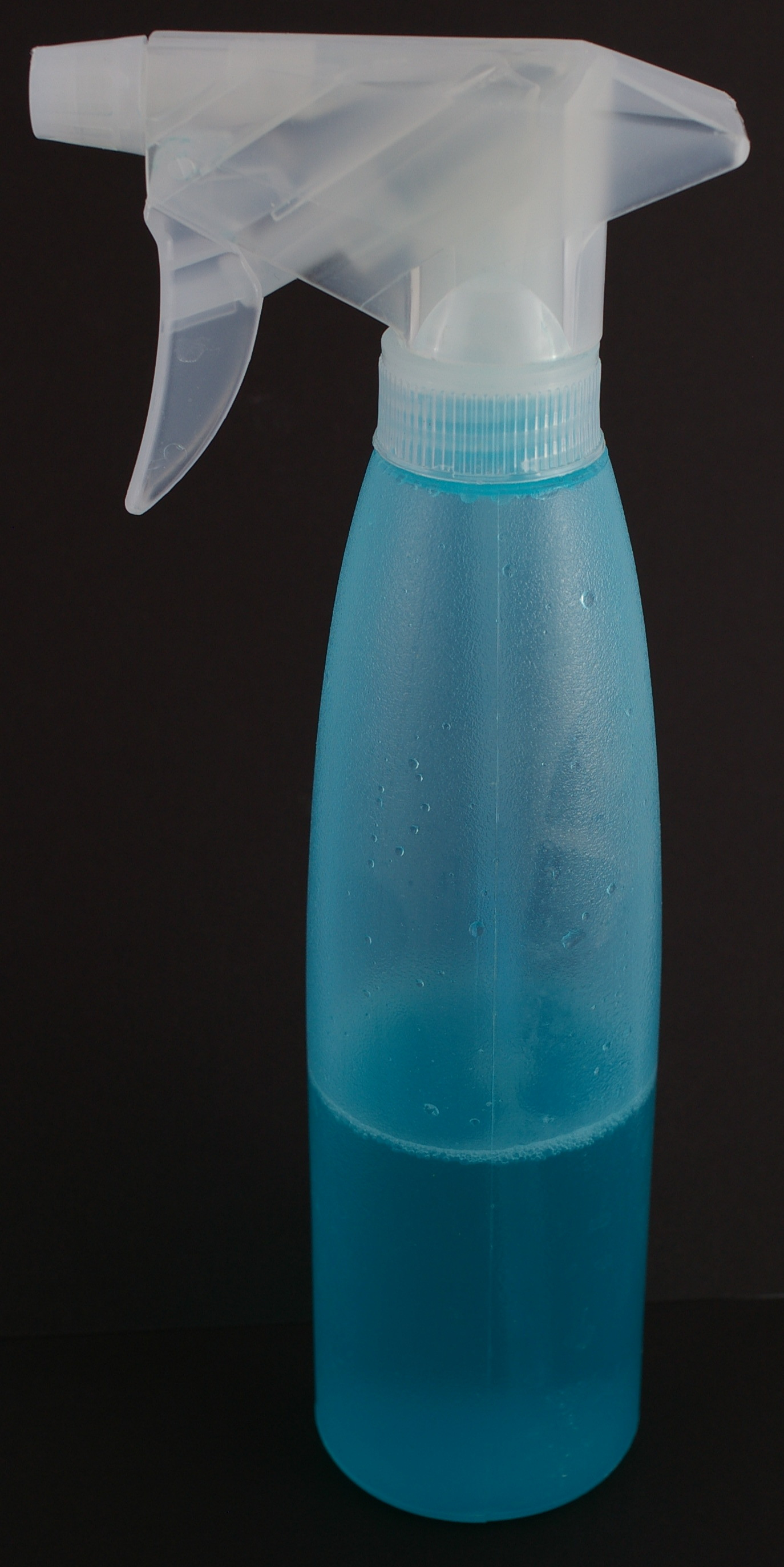
Tampa de garrafa de spray
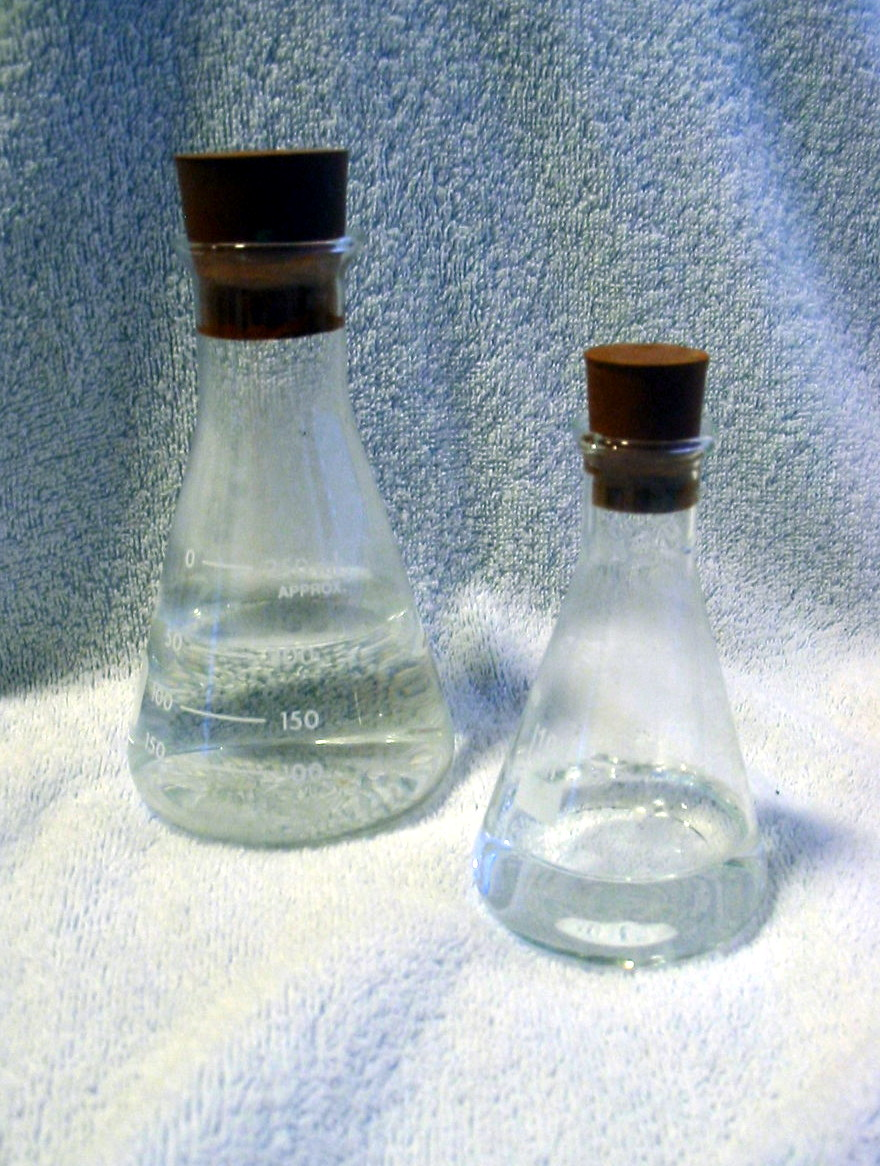
Rolhas de borracha em frascos
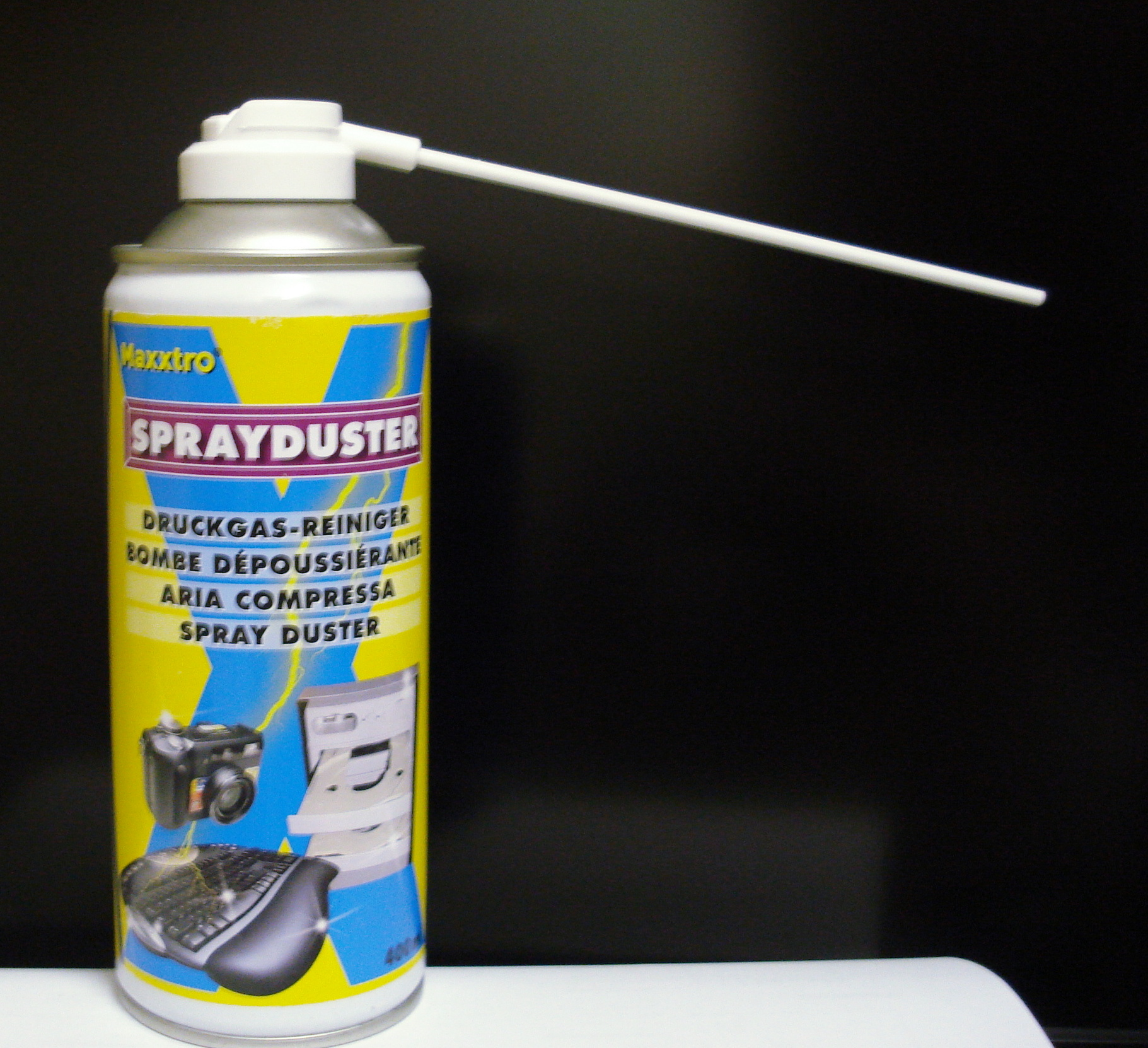
Spray com tubo longo para distribuição
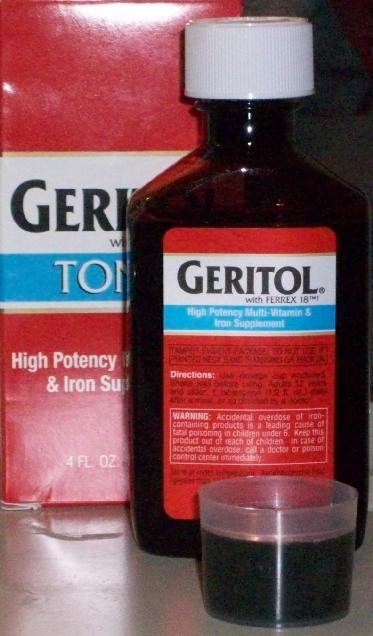
Garrafa de Geritol com tampa resistente a crianças
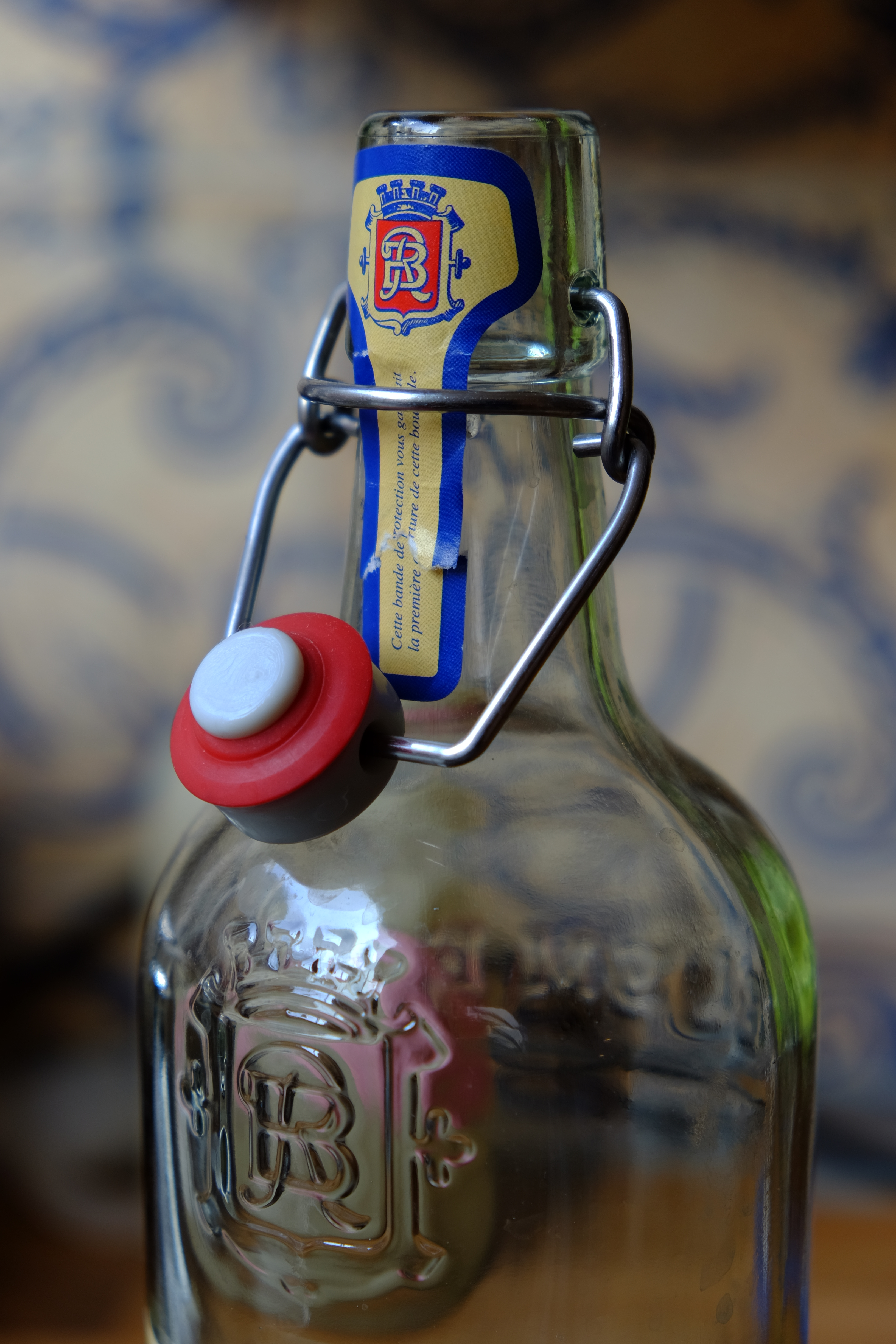
Uma tampa de garrafa flip-top aberto
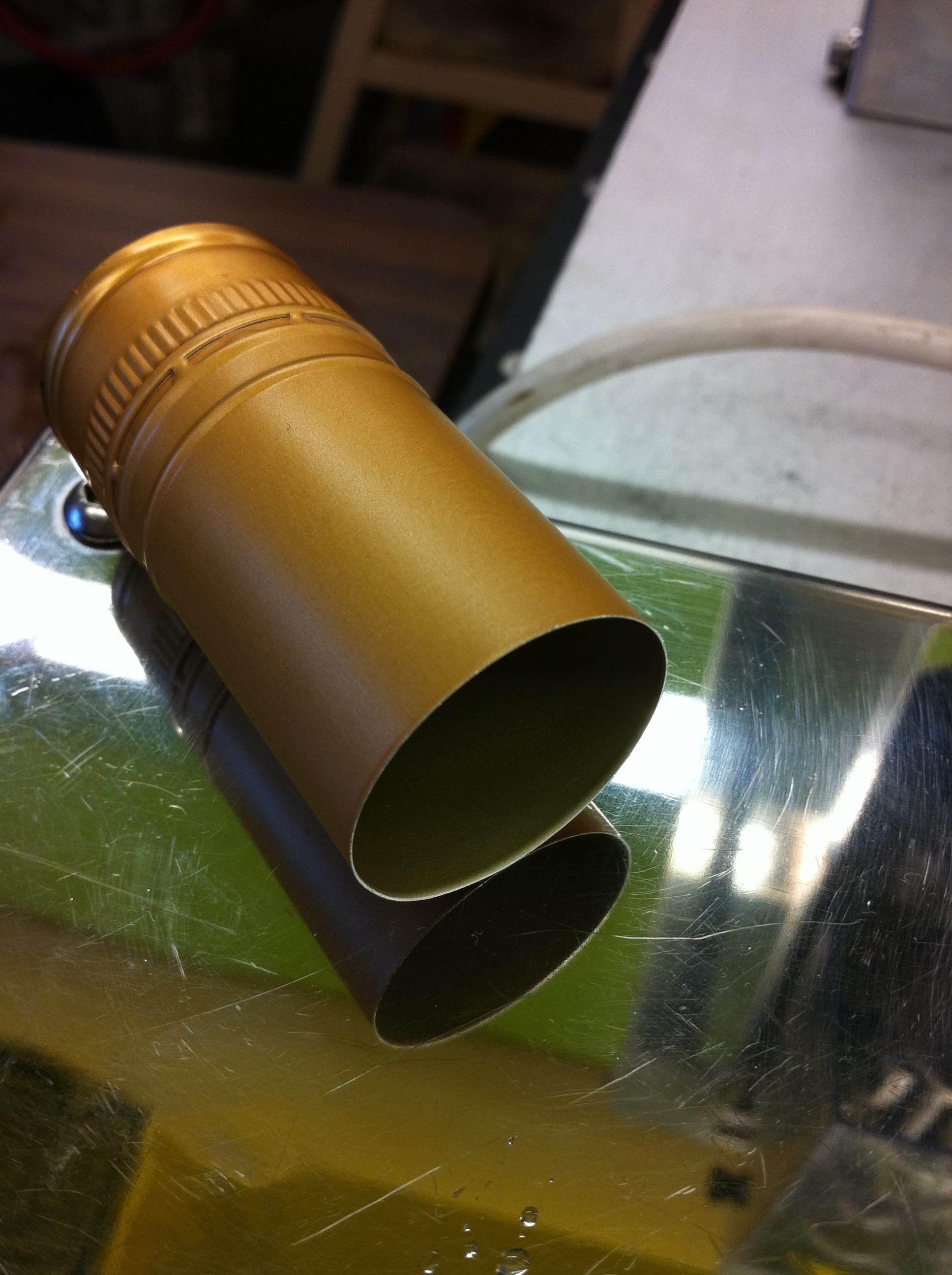
Uma cápsula com tampa de rosca é encaixada em uma garrafa de vinho e encolhe firmemente
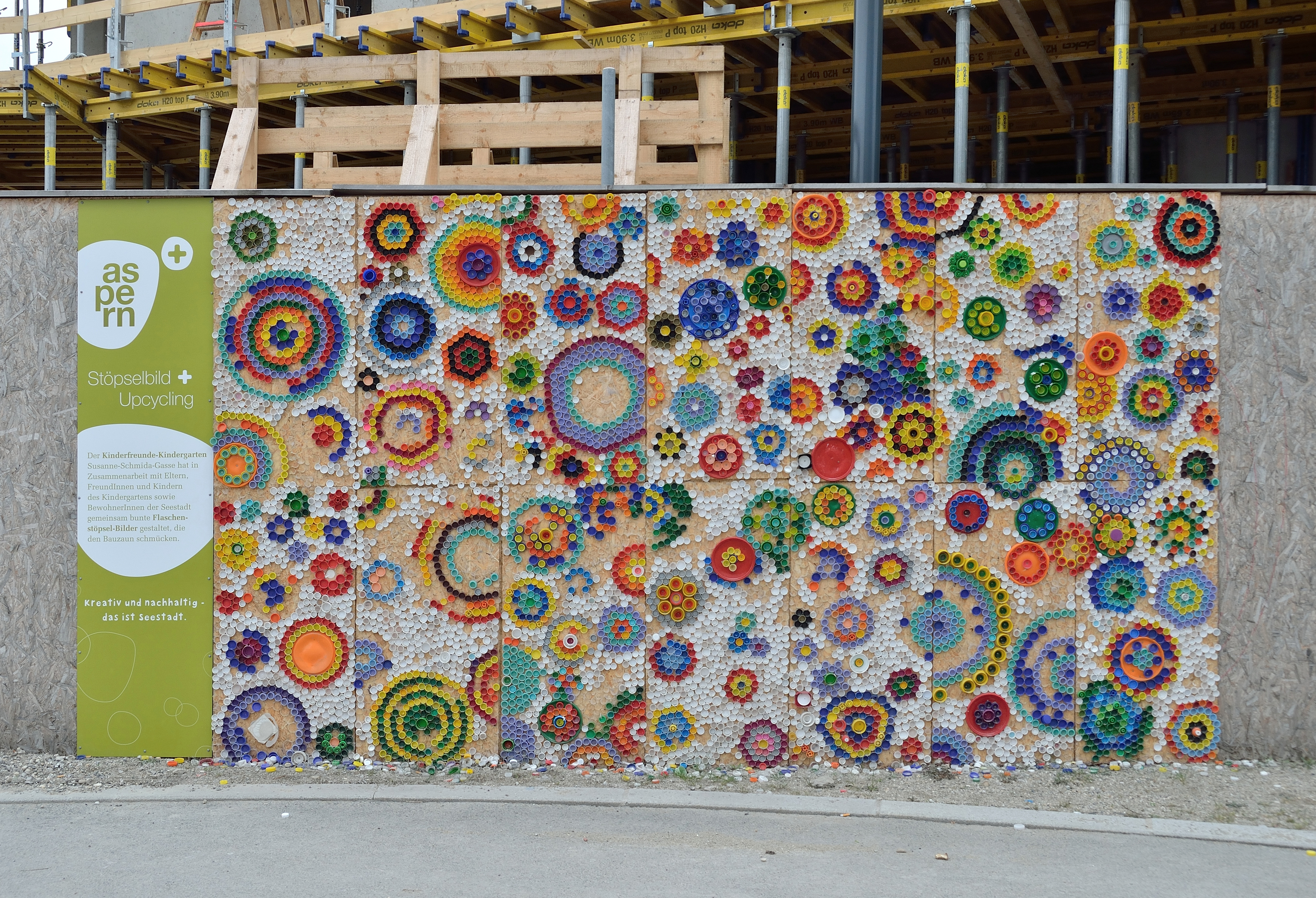
Rolhas de garrafas recicladas como arte em Viena
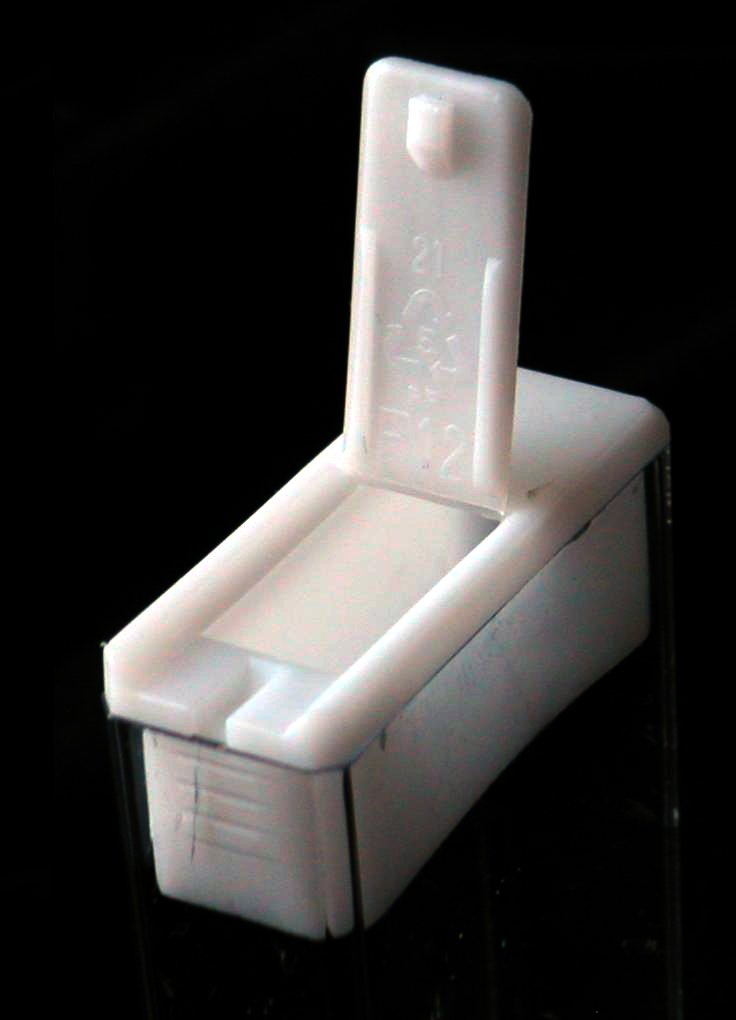
Uma dobradiça viva na tampa de uma caixa de Tic Tac

## História
Os primeiros recipientes de cerâmica muitas vezes tinham tampas que se encaixavam razoavelmente no corpo do recipiente. Os gargalos estreitos das ânforas antigas eram fechados com uma rolha de cortiça, madeira ou cerâmica e selados com argamassa. Os barris de madeira muitas vezes tinham buracos fechados por rolhas de cortiça ou madeira.
Algumas latas de folha-de-flandres iniciais foram feitas com pescoços rosqueados para tampas de rosca
As garrafas de bebidas começaram a usar o Hutter Stopper em 1893. Isso envolvia um plugue de porcelana equipado com uma arruela de borracha, que era então forçada para baixo na borda da garrafa. Esta técnica só funciona com bebidas carbonatadas. O Hutter Stopper tornou-se padrão no engarrafamento de cerveja no final dos anos 1890/início dos anos 1900. Os fechos de fiação em garrafas foram inventados por Henry William Putnam em 1859. Estes envolviam uma fiança de arame pesada presa ao gargalo de uma garrafa que balançava sobre a rolha para segurá-la.
A primeira tampa de garrafa moderna do mundo, a tampa de coroa, foi inventada por William Painter em 1890 em Baltimore. A tampa de rosca usando alumínio resistente à ferrugem foi usada pela primeira vez no engarrafamento de medicamentos prescritos na década de 1920. As tampas de garrafa moldadas à base de ureia foram introduzidas pela primeira vez no início de 1900.
Um histórico de acidentes envolvendo crianças abrindo embalagens domésticas e ingerindo o conteúdo levou o Congresso dos EUA a aprovar a Lei de Embalagem de Prevenção de Venenos de 1970.

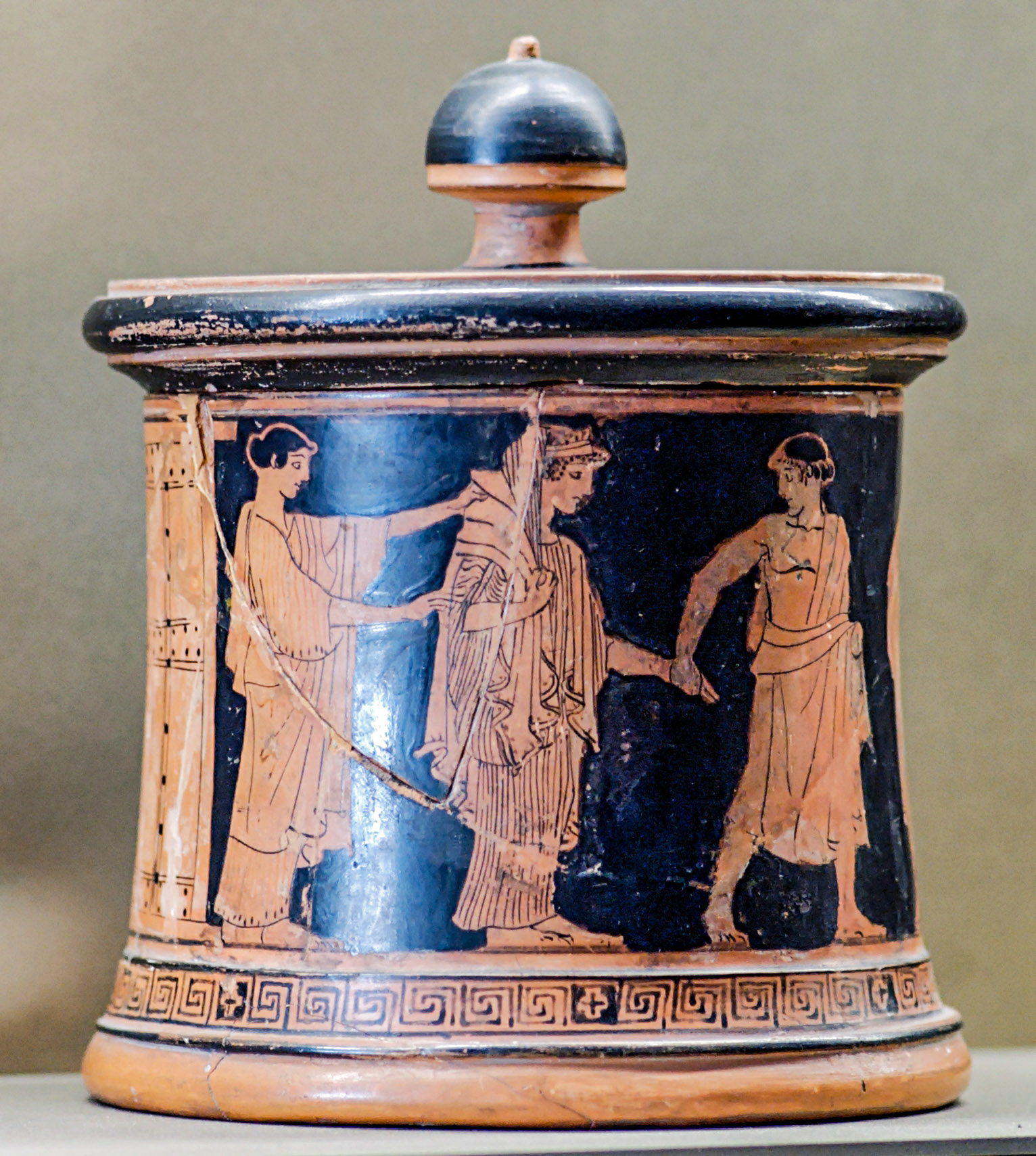
Cerâmica grega com tampa, século V
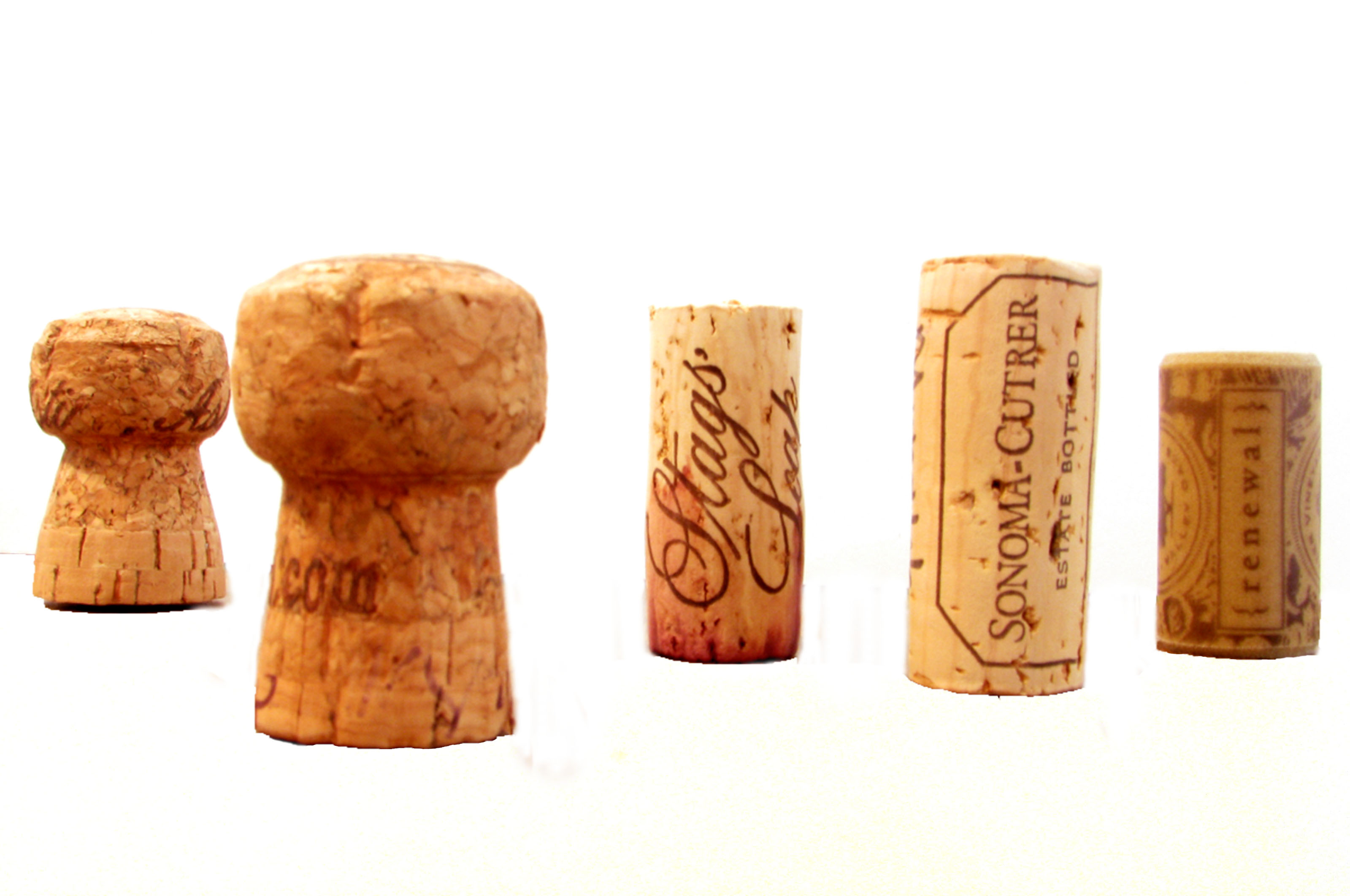
Uma variedade de rolhas de vinho
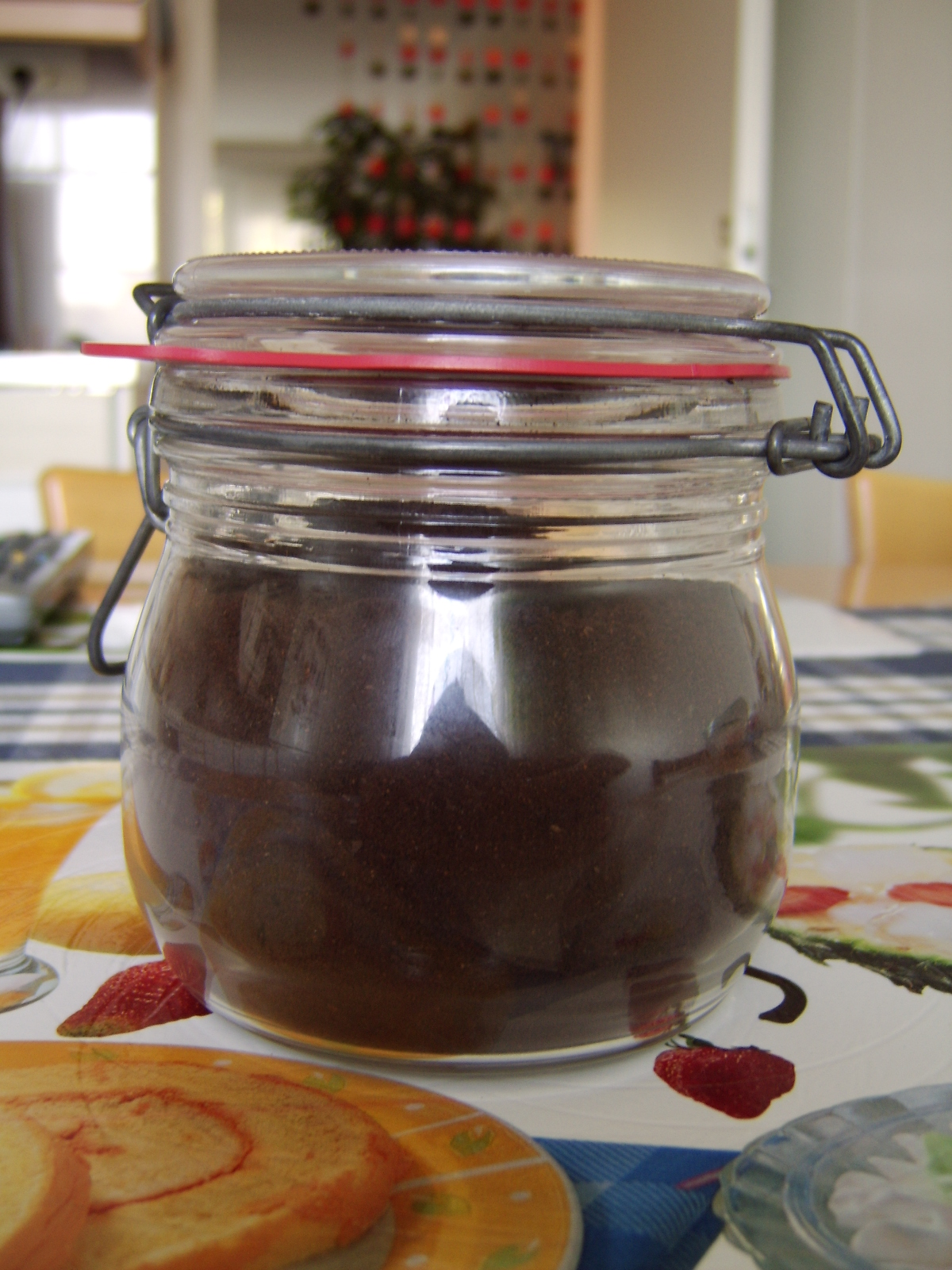
Tampa do pote de geléia